# Lantenne-Vertière
 Lantenne-Vertière  es una población y comuna francesa, en la región de Franco Condado, departamento de Doubs, en el distrito de Besançon y cantón de Audeux.

## Demografía
| 289 | 272 | 273 | 277 | 311 | 458 |
| Para los censos de 1962 a 1999 la población legal corresponde a la población sin duplicidades (Fuente: INSEE [Consultar]) |     |     |     |     |     |